# Surface Deployment and Distribution Command
Das Military Surface Deployment and Distribution Command (SDDC) ist ein 1965 aufgestelltes Unterstützungskommando der United States Army (Army Service Component Command) mit Sitz in St. Clair County (Illinois) (Scott Air Force Base).
Zu den Aufgaben des SDDC gehört der weltweite Transport von Stückgut (militärisches Gerät und Umzugsgut von Haushalten der Militärangehörigen) auf dem Land- und Seeweg („Oberfläche“). Daneben organisiert und koordiniert das SDDC das Zusammenspiel zwischen externen (zivilen) Dienstleistern und dem Militär in Sachen Gütertransport für die amerikanischen Streitkräfte.
Die Geschichte des Kommandos geht auf das am 31. Juli 1942 aufgestellte Office of the Chief of Transportation zurück.

## Unterstellte Einheiten
- Transportation Engineering Agency, Scott Air Force Base, IL
- 595th Transportation Brigade, Camp Arifjan, Kuwait
  - 831st Transportation Battalion, Bahrein
  - 840th Transportation Battalion, Irak

- 596th Transportation Brigade, Southport, NC
  - 834th Transportation Terminal Battalion, Concord, CA

- 597th Transportation Brigade, Joint Base Langley-Eustis, VA
  - 832rd Transportation Battalion, Jacksonville, FL
    - Detachment in Puerto Rico
    - Detachment in, Cape Canaveral, FL

  - 833rd Transportation Battalion, Seattle, WA
  - 841st Transportation Battalion, Charleston, SC
  - 842nd Transportation Battalion, Beaumont, TX

- 598th Transportation Brigade, Sembach, Deutschland
  - 838th Transportation Battalion, Kaiserslautern, Deutschland
  - 950th Transportation Co., Bremerhaven, Deutschland
    - Detachments in den Rotterdam, am Rhein und im Vereinigten Königreich

  - 839th Transportation Battalion, Livorno, Italien
    - Detachments in Italien, Griechenland und in der Türkei

- 599th Transportation Brigade, Wheeler Army Airfield, Wahiawa, HI
  - 835th Transportation Battalion, Okinawa, Japan
    - Detachment in Singapur

  - 836th Transportation Battalion, Yokohama, Japan
    - Detachments in Guam

  - 837th Transportation Battalion, Busan, Südkorea